# Thraulus thraker
Thraulus thraker is een haft uit de familie Leptophlebiidae. De wetenschappelijke naam van de soort is voor het eerst geldig gepubliceerd in 1988 door Jacob.
De soort komt voor in het Palearctisch gebied.